# Elisabeth Jeggle
Elisabeth Jeggle (ur. 21 lipca 1947 w Untermarchtal) – niemiecka polityk, rolniczka, deputowana do Parlamentu Europejskiego V, VI i VII kadencji.

## Życiorys
Kształciła się w zawodzie zarządzania obiektami, uzyskując tytuły mistrzowskie w zakresie obiektów miejskich i wiejskich. Pracowała w rodzinnym gospodarstwie rolnym.
Wstąpiła do Unii Chrześcijańsko-Demokratycznej. Objęła funkcję wiceprzewodniczącej partii w powiecie Biberach, a także radnej tego powiatu. W 1994 weszła w skład federalnej komisji ekspertów chadecji ds. polityki rolnej, a od 1995 w skład zarządu tego ugrupowania w Badenii-Wirtembergii. W 1999 z listy CDU uzyskała mandat deputowanej do Parlamentu Europejskiego. Od tego czasu skutecznie ubiegała się o reelekcję w kolejnych wyborach europejskich (w 2004 i w 2009). Zasiadła w grupie Europejskiej Partii Ludowej, Komisji Rolnictwa i Rozwoju Wsi oraz Podkomisji Praw Człowieka.